# 颱風仁斯 (1990年)
颱風仁斯（國際編號：9012，PAGASA：Gading）是1990年太平洋颱風季的一個熱帶氣旋。

## 氣象歷史
颱風仁斯於硫磺島西南方海面形成後以S形路徑向西北行進，經台灣東南部海面時，以北北西轉西之方向通過台灣北部後由馬祖列島南方近海進入中國大陸福建省。

## 影響

### 台灣
- 當地評定巔峰強度分級：（CWB）
- 當地評定最大持續風速：40每秒（78節；140每小時）（十分鐘）
- 當地發布之颱風警報：海上陸上颱風警報

## 熱帶氣旋警告使用記錄

### 臺灣
| 中央氣象局 颱風警報 | 中央氣象局 颱風警報 | 中央氣象局 颱風警報 |
| ------------------- | ------------------- | ------------------- |
| 上一熱帶氣旋        | 海上颱風警報        | 下一熱帶氣旋        |
| 輕度颱風蘿繽        | 海上颱風警報        | 中度颱風亞伯        |
| 中度颱風波西        | 陸上颱風警報        | 中度颱風亞伯        |